# Jamison Overton
Jamison Overton (San Diego, 23 marzo 1999) è un cestista statunitense.